# Sanatorium Dr. Goldschmidt
Das Sanatorium Dr. Goldschmidt war ein Sanatorium in Bad Homburg vor der Höhe, das sich vor allem an jüdische Kunden richtete. Das Hauptgebäude wurde 2016 unter Denkmalschutz gestellt.

## Geschichte
1911 gründete der Arzt Dr. Siegfried Goldschmidt das Taunus-Sanatorium, überwiegend nach seinem Gründer Sanatorium Dr. Goldschmidt genannt. Es lag zwischen Kurpark und Hardtwald. Zielgruppe waren vor allem jüdische Kurgäste. Für diese wurde 1928 im Haus extra eine eigene Synagoge eröffnet. Nach dem Tod Goldschmidts im Jahr 1926 wurde das Haus durch Dr. Joshua O. Leibowitz weitergeführt. In der Zeit des Nationalsozialismus wurde der Betrieb eines jüdischen Sanatoriums zunehmend unmöglich. 1937 musste Leibowitz nach dem Palästina auswandern.
Nun wurde das Sanatorium als Zentralschule der Reichsbahn genutzt. Nach der Besetzung der Stadt durch US-Truppen diente das Gebäude seit 1947 als Behörde der Finanzverwaltung der amerikanisch-britischen Bizone. Diese wurde 1952 zum Bundesausgleichsamt, welches das Haus bis 1998 nutzte.

## Debatte über Denkmalschutz und Nachnutzung
Seitdem steht das Gebäude leer. 2008 erwarb der Hochtaunuskreis das Gebäude und das 20.000 m² große Gelände, um dort Erweiterungsflächen für das benachbarte Kaiserin-Friedrich-Gymnasium zu haben. Um diese Planung entspann sich ein parteipolitischer Konflikt, der letztlich zur Einrichtung des Denkmalschutzes führte.
Um den Abriss des Gebäudes zu verhindern beschloss die Stadt 2011 eine Erhaltungssatzung. Gleichzeitig versuchte die Stadt erfolglos, die Villa Goldschmidt unter Denkmalschutz stellen zu lassen. „Aus bauhistorischer Sicht ist das Gebäude von keiner so großen Bedeutung“, fasste Oberbürgermeister Michael Korwisi (Grüne) das Ergebnis zusammen. Im Mai 2014 beschloss die Stadtverordnetenversammlung gegen die Stimmen der CDU, erneut einen Antrag auf Denkmalschutz zu stellen. Die Begründung war bei diesem Ansatz die historische Bedeutung des einstigen Sanatoriums als Zeugnis jüdischer Bäderkultur in Bad Homburg. Ende 2016 wurde das Hauptgebäude in die Denkmalschutzliste aufgenommen.
Allerdings erstreckt sich der Denkmalschutz nach Angaben des Kreises „lediglich auf die Altbauten des Sanatoriums sowie den diesen vorgelagerten Parkbereich“. Daher ist der für 2017 geplante Umbau des KFG-Oberstufengebäudes „Turm“ auf dem Gelände des Sanatoriums nicht betroffen.

## Der Gründer
Siegfried Goldschmidt (* 19. Februar 1877 in Witzenhausen; † 26. Juli 1926 in Gonzenheim) war der Sohn des Sohn Witzenhausener Kaufmans Hirsch Goldschmidt und dessen Ehefrau Julie „Julchen“ geborene Spangenthal. Er studierte Medizin und wurde zum Dr. med. promoviert. Dann arbeitete er als praktische Arzt und Nervenarzt in Frankfurt am Main. 1911 bis 1926 leitete er das Sanatorium. Im Ersten Weltkrieg leistete er Kriegsdienst und wurde 1914 mit dem Eisernen Kreuz ausgezeichnet. Er war zweimal verheiratet und hatte zwei Kinder aus zweiter Ehe.